# Igreja de São Francisco (Ribeira Grande)

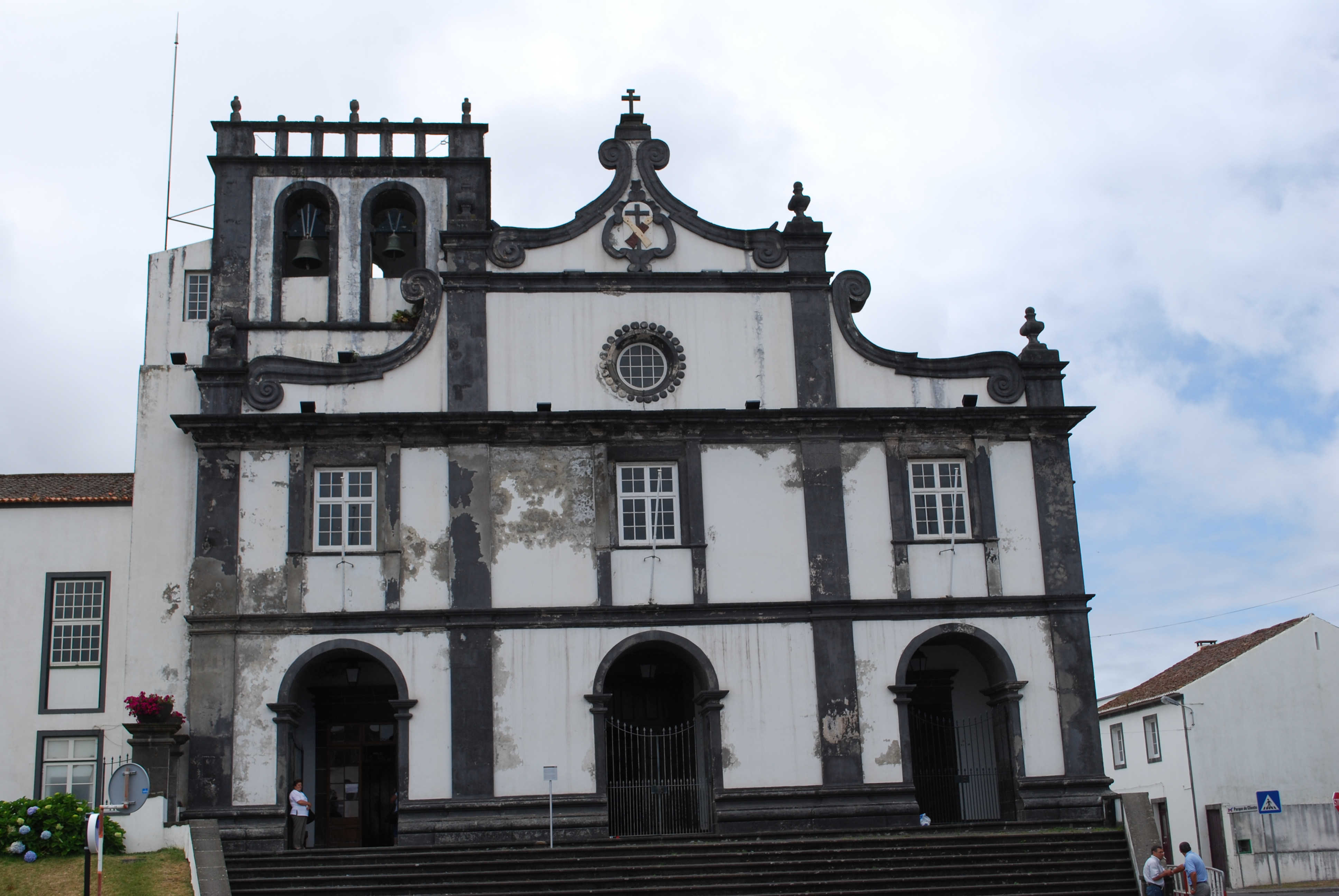
Igreja do Convento de São Francisco, Ribeira Grande.

A Igreja de São Francisco e o Convento da Ordem de São Francisco ou Convento de Nossa Senhora de Guadalupe de que faz parte localizam-se na freguesia de Conceição, no município da Ribeira Grande, na ilha de São Miguel, nos Açores.
Este conjunto arquitetónico está classificado como Imóvel de Interesse Público desde 1984.

## História
Remonta a uma primitiva ermida sob a invocação de Nossa Senhora de Guadalupe, erguida por iniciativa de Gonçalo Álvares Batateiro e sua esposa Ignes Pires, conforme licença de construção passada em 18 de fevereiro de 1591.
Em 1606 os franciscanos aceitaram a oferta de Ignes Pires para a construção de um convento, cujas obras foram iniciadas em 1612, estando concluídas em 1626.
Por testamento de Guiomar de Benevides datado de 1689, conforme dispusera o seu marido Miguel Lopes de Medeiros, foi erguida a capela do Senhor Santo Cristo dos Terceiros, de grande devoção da população local.